# エレキング (アルバム)
『エレキング』（ELEC.KING）は、カーネーションの3枚目のアルバム。1991年5月25日に徳間ジャパンから発売された。1998年11月21日に、デモ音源を追加して再発売された。さらに、リマスター盤として、2015年7月15日にSHMCD、2016年7月13日にはアナログ盤が発売された。こちらの収録曲は、オリジナル盤と同じく11曲となっている。
ベースの馬田裕次が参加した最後のアルバム。本作からギターの鳥羽修が加入した。
タイトルは当初『ロック・ゾンビ』の予定だったが、スタッフが難色を示したため廃案になった。
バンド史上初となる矢部浩志（Dr）による楽曲「悲しきめまい」が収録されている。

## 収録曲
1. からまわる世界
2. パーキング・メーター
3. ビッグ
4. テレフォン・ガール
5. マイ・フェイヴァリット・ボート
6. はだかにはさせない
森高千里の「はだかにはならない」の替え歌詞バージョン。
7. ロック・ゾンビ
8. 悲しきめまい
9. ハレハレハレ -偉大なる夜明けの前に-
10. 王様の庭
ボーカルは棚谷祐一。
11. モーレツな人 モーレツな恋
森高千里の「うちにかぎってそんなことはないはず」の替え歌詞バージョン。森高がゲストヴォーカルで参加している。

※オリジナル盤の収録曲はここまで。以下、再発盤に収録。
12. ダーク・ウォーター（Home Demo）
再発版で追加されたデモ音源、以下同じ。
13. からまわる世界（Home Demo）
14. スリーパー（Demo）
「天国と地獄」の原曲。
15. テレフォン・ガール（Demo）
16. 王様の庭（Demo）